# 张湘宁
张湘宁（1956年—），山东蓬莱人，汉族，中华人民共和国政治人物、第十一届全国人民代表大会江苏地区代表。

## 生平
毕业于南京农业大学农药学专业。加入九三学社。担任江苏省农药研究所有限公司副董事长。2008年起担任全国人大代表。